# 本久寺 (墨田区)
本久寺（ほんきゅうじ）は、東京都墨田区にある日蓮宗の寺院。渋沢栄一を幕臣に引き立てたことで有名な平岡円四郎の墓がある。

## 概要
戦国時代末期、清眼院日有によって開山された。創建年について、『寺社書上』では1571年（元亀2年）、『江戸名所図会』では1575年（天正3年）、寺伝では1585年（天正13年）としている。
当寺保管の祖師（日蓮）像は、日朗が首を、日法が胴体を造ったといわれている。元来は谷中感応寺（現在の天王寺）にあったものだが、当時の感応寺は不受不施派に属していたことから、幕府の弾圧に遭い、天台宗の寺となってしまったため、この寺に移したという。

## 交通アクセス
- 浅草駅より徒歩8分。